# De boodschap aan Maria (Campin)
De boodschap aan Maria is een schilderij dat toegeschreven wordt aan de Meester van Flémalle, de noodnaam voor een ongeïdentificeerde kunstschilder, waarschijnlijk Robert Campin. Het schilderij werd tussen omstreeks 1415 en 1425 geschilderd. Het is 61 x 63,7 centimeter groot en geschilderd met olieverf op een paneel van eikenhout. Het toont het verhaal van de annunciatie uit de Bijbel, waarin de aartsengel Gabriël een bezoek brengt aan Maria in haar huis te Nazareth en haar meldt dat God haar uitverkoren heeft om de moeder van zijn Zoon te worden.

## Context
Er bestaan talloze schilderijen van dit tafereel. Het thema was reeds in de oud-christelijke kunst (catacomben) geliefd. De tekst werd aanvankelijk gevonden in de apocriefe evangeliën, in de latere middeleeuwen gebruikte men deze niet meer, doch die van Lucas. Het fresco van Fra Angelico in het Museo di San Marco in Florence is wellicht een van de bekendste versies.
Het schilderij is aan de "Meester van Flémalle" toegeschreven op basis van stilistisch onderzoek. 

## Afbeelding
Het schilderij toont de aankondiging van de geboorte van Jezus aan Maria door de aartsengel Gabriël. Meestal speelt dit tafereel zich in de middeleeuwse schilderkunst af in of voor een kerk, maar op dit schilderij is de annunciatie in een burgerwoning gesitueerd. Wel is vastgehouden aan de gebruikelijke compositie, waarbij Gabriël links staat en Maria op de grond zit, wat symbool staat voor haar nederigheid. Dit zinnebeeld wordt verder versterkt doordat achter haar een zitbank staat. Op de boord van de mantel van Maria is een Latijnse tekst aangebracht, die verband houdt met de Mariahymne Salve Regina. Zowel het Latijnse opschrift als het ongebruikelijke decor zijn vernieuwingen in de middeleeuwse schilderkunst. 
Een flink aantal elementen in dit schilderij heeft een diepere betekenis. Maria heeft haar rechterhand op haar borst geplaatst en kijkt Gabriël niet aan maar heeft haar ogen op de grond gericht. Deze kenmerkende, zedige gebaren maken duidelijk dat Maria de komst van Jezus heeft aanvaard. Haar vroomheid wordt ook geïllustreerd door de twee opengeslagen boeken, waarvan er een op Maria's schoot ligt. Deze boeken moeten de Hebreeuwse Bijbel voorstellen, die Maria aan het lezen was op het moment dat Gabriël het vertrek binnenkwam. Deze verzinnebeelding van toewijding valt niet terug te vinden in de oorspronkelijke Bijbelteksten, maar is ontleend aan laat-14e-eeuwse geschriften. Hierop aansluitend is de zitbank versierd met kleine ornamenten op de hoeken in de vorm van leeuwen. Dit detail grijpt terug naar de troon van Salomo, die ook van dit soort decoraties was voorzien. Salomo stond bekend om zijn wijsheid, wat onder meer bleek uit zijn vermogen recht te spreken - bijvoorbeeld het beroemde salomonsoordeel. Zowel het bezitten van heilige geschriften als deze verwijzing naar Salomo getuigen op hun beurt van de goddelijke wijsheid die aan Maria wordt toegeschreven. Al met al poogt de schilder door middel van deze verschillende elementen de toewijding en het goede karakter van Maria duidelijk te maken aan de toeschouwer. 

## Fotogalerij

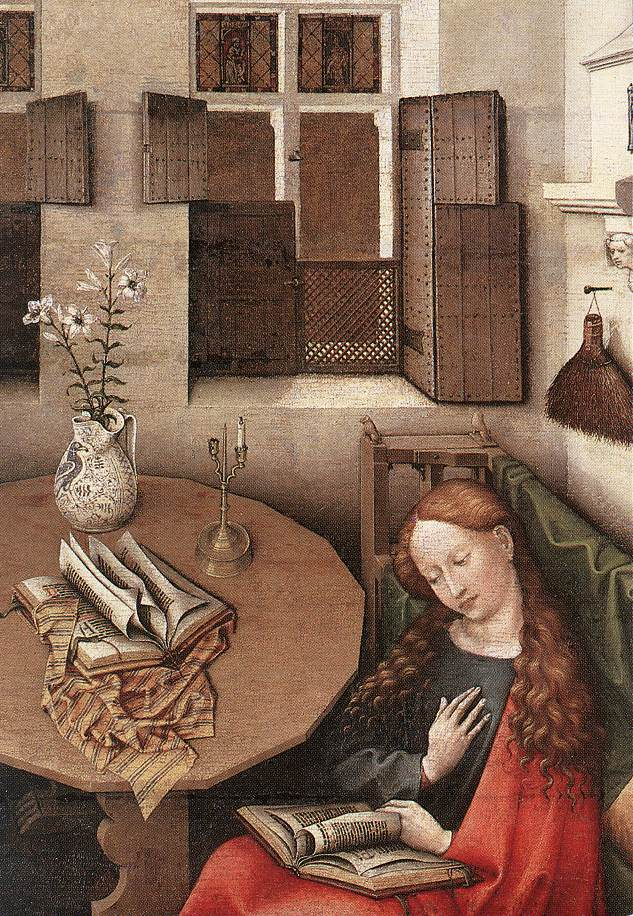
Detail - Maria
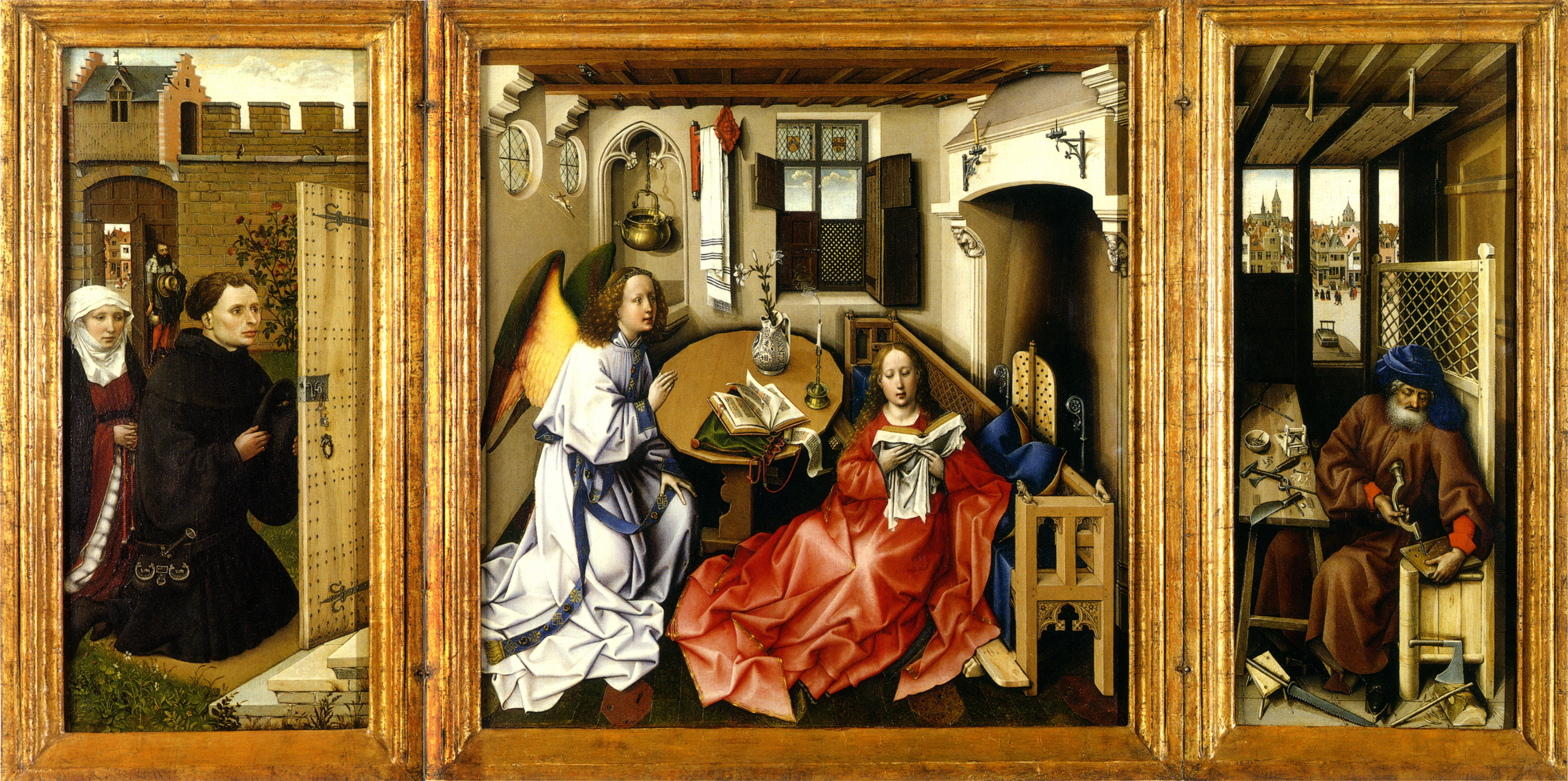
Een andere versie van dit schilderij, een triptiek dat eveneens door Robert Campin gemaakt is